# شورلت کامارو

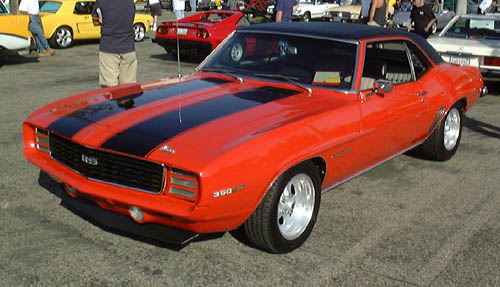
شورلت کامارو RS نسل اول

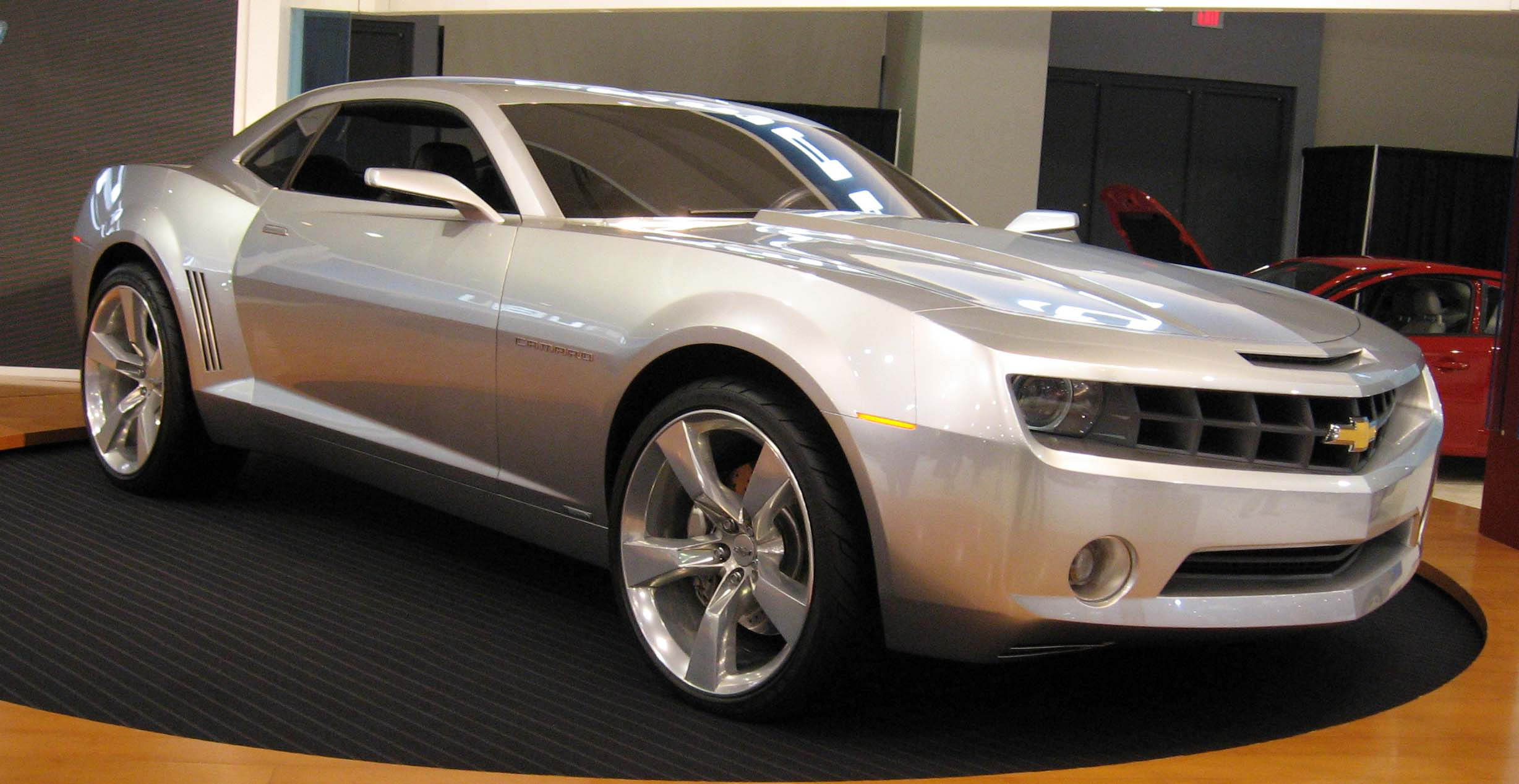
شورلت کامارو مدل DC نسل پنجم

شورلت کامارو (به انگلیسی: Chevrolet Camaro) یکی از مدل‌های محبوب خودروهای جنرال موتورز تحت برند شورلت است که در طبقه‌بندی‌ها گاهی پونی‌کار و گاهی ماسل‌کار (خودروی عضلانی) نامیده شده است. کامارو در ۲۹ سپتامبر ۱۹۶۶ روی خط تولید رفت و به عنوان مدل ۶۷ به فروش رسید. این خودرو برای رقابت با فورد ماستنگ طراحی شده بود. شورولت کامارو در پلت‌فرم و قطعات، با پونتیاک فایربرد مشترک بود. تا سال ۲۰۰۲ چهار نسل از کامارو تولید شده بود که در این سال متوقف شد. سپس دوباره نام کامارو روی مدلی مفهومی زنده شد که از ۱۶ مارس ۲۰۰۹ تولید نسل پنجم شروع شد.
نسل اول : تولید از ۱۹۶۷ میلادی تا ۱۹۶۹ میلادی
نسل دوم : تولید از ۱۹۷۰ میلادی تا ۱۹۸۱ میلادی
نسل سوم : تولید از ۱۹۸۲ میلادی تا ۱۹۹۲ میلادی
نسل چهارم : تولید از ۱۹۹۳ میلادی تا ۲۰۰۲ میلادی
نسل پنجم : تولید از ۲۰۱۰ میلادی تا ۲۰۱۶ میلادی
نسل ششم : تولید از ۲۰۱۶ میلادی تا ۲۰۲۴ میلادی

## مشخصات فنی شورلت کامارو
موتور و کارایی
```
 حجم موتور  ۶/۲ لیتر
 سیلندر  ۸ سیلندر v شکل
 قدرت  ۴۵۵ اسب بخار /۶۰۰۰ دور
 گشتاور  ۶۱۴/۳ نیوتن متر /۴۴۰۰ دور
 ماکززیمم سرعت  ۲۶۶ کیلومتر(۱۶۵ مایل) بر ساعت
 شتاب ۰تا ۱۰۰  ۴/۱ ثانیه
```

انتقال قدرت
```
 گیربکس  ۶ دنده دستی
 محور متحرک  دیفرانسیل عقب
```

ترمز
```
 جلو  دیسکی ۴ پیستون
 عقب  دیسکی ۴ پیستون
```

تایرها و چرخ‌ها
```
 تایر جلو   245/40 R20
 تایر عقب  275/35 R20
 رینگ جلو  20X8/۵
 رینگ عقب   20X9/۵
 جنس رینگ  آلومینیوم
```

(ابعاد به میلی‌متر و اوازن به کیلوگرم می‌باشد)
ابعاد و اوازن
```
 فاصله بین محورها  2812
 
mm
 طول  4782
 
mm
 عرض  1897
 
mm
 ارتفاع   1348
 
mm
 وزن خالص  1671
 
kg
```